# Plus jamais (film)
C'est assez
Ne doit pas être confondu avec Jamais plus (film).
Cet article possède un paronyme, voir Cétacé.
Pour plus de détails, voir Fiche technique et Distribution.
Plus jamais ou C'est assez, au Québec (Enough) est un film américain réalisé par Michael Apted, sorti en 2002.
Il a aujourd’hui un statut de film culte.

## Synopsis
Slim, une jeune serveuse qui a du mal à joindre les deux bouts, rencontre, sur son lieu de travail, Mitch Hiller. C'est le coup de foudre. Mitch s'avère être un riche entrepreneur qui a l'habitude d'obtenir tout ce qu'il veut. Lors d'une promenade, Slim tombe sous le charme d'une belle résidence, dont le propriétaire, ravi du compliment, assure cependant qu'elle n'est pas à vendre. Ce que Slim ne voit pas, c'est le fait que Mitch menace le propriétaire de lui rendre la vie infernale s'il ne leur vend pas la maison. La jeune femme est loin de se douter que l'homme de sa vie peut être aussi menaçant, voire manipulateur. Elle est donc surprise qu'ils puissent finalement acheter la maison.
Cinq années ont passé. Slim et Mitch sont mariés, ils ont une jolie résidence dans une banlieue très chic, et une petite fille de cinq ans nommée Gracie. Tout va bien dans la vie de la jeune femme jusqu'au jour où elle découvre que son mari la trompe. Lorsqu'elle essaye de protester, Mitch commence à la frapper. Il devient de plus en plus exigeant et violent. Une nuit, alors qu'elle croit Mitch endormi, Slim essaye de fuir avec sa fille. Mitch veut s'y opposer, mais des amis de Slim arrivent et la défendent ainsi que sa fille. Mais Mitch n'a pas dit son dernier mot, il essaie par tous les moyens de la retrouver et fait de sa vie un véritable enfer. Slim met Gracie en sûreté et va livrer un combat qu'elle n'aurait jamais pensé devoir mener dans sa vie. Aidée de sa famille et de ses amis, elle apprend tous les exercices de self-défense, déterminée à ce que ce combat s'arrête enfin.

## Fiche technique
- Titre français : Plus jamais
- Titre original : Enough
- Titre québécois : C'est assez
- Réalisation : Michael Apted
- Scénario : Nicholas Kazan
- Musique : David Arnold
- Photographie : Rogier Stoffers
- Montage : Rick Shaine
- Production : Rob Cowan & Irwin Winkler
- Sociétés de production : Columbia Pictures & Winkler Films
- Société de distribution : Columbia Pictures
- Pays :  États-Unis
- Langue : Anglais
- Format : Couleur - DTS - Dolby Digital - 35 mm - 2.39:1
- Genre : Thriller, Drame
- Durée : 115 min
- Dates de sortie :
  - États-Unis : 21 mai 2002
  - France : 18 septembre 2002

## Distribution
- Jennifer Lopez (VF : Annie Milon) : Slim Hiller
- Billy Campbell (VF : Bruno Choël) : Mitch Hiller
- Tessa Allen : Gracie Hiller
- Juliette Lewis (VF : Laurence Charpentier) : Ginny
- Dan Futterman (VF : Franck Capillery) : Joe
- Noah Wyle (VF : Éric Missoffe) : Robbie
- Fred Ward (VF : Maurice Sarfati) : Jupiter
- Christopher Maher (VF : Mostéfa Stiti) : Phil
- Janet Carroll : Mme Hiller
- Bill Cobbs (VF : Robert Liensol) : Jim Toller
- Bruce A. Young (VF : Jean-Michel Martial) : l'instructeur
- Dan Martin (VF : Daniel Kamwa) : Agent du FBI
- Jeff Kober (VF : Patrice Baudrier) : Agent du FBI
- Brent Sexton : Agent du FBI